# 発条ト
発条ト（ばねト、Baneto）は日本のコンテンポラリー・ダンスグループ。正式名はStudy of Live works 発条ト。
1996年、千葉大学在学中の白井剛（振付家・ダンサー・映像作家）、粟津裕介（音楽家）を中心に結成された。2000年、『Living Room- 砂の部屋』にて白井剛がバニョレ国際振付賞（Prix d'Auteur du Conceil general de la Seine-Saint-Denis 2000）を受賞。以後広義における〈ライブ・ワーク〉として、ダンス・音楽・映像等を用いた作品を発表。

## 在籍／出演した主なメンバー
- 白井剛
- 粟津裕介
- 森下真樹
- 岡本真理子

## 主な作品
- 『Living Room- 砂の部屋』
- 『タイムニットセーター』
- 『テーブルを囲んで』
- 『Swingin' Steve』
- 『彼／彼女の楽しみ方』